# Teatre gal·loromà de Bardiaux
El Teatre galoromà de Bardiaux, situat en un indret anomenat Les Bardiaux, al poble d'Arleuf, a la Nièvre, en el cor del Morvan, és un teatre edificat a finals del segle ii. Es desconeix el nom de la població antiga que ocupava aquest indret (potser Boxum). El teatre feia 45 metres de llargada per 40 metres d'amplada. Posseïa 6 terrasses concèntriques de grades. Aquest teatre rural tenia una capacitat aproximada de 600/700 places.